# Niloofar Chaman
Niloofar Chaman (Dacca, 1962) est une artiste peintre bangladaise basée à Chittagong, au Bangladesh. Son travail se concentre sur les thèmes de l'injustice sociale et de la discrimination à l'égard des femmes.

## Biographie

### Jeunesse et formation
Niloofar Chaman naît à Dacca, la capitale du Bangladesh, en 1962.
Elle étudie à la faculté des Beaux-Arts (en) de l'Université de Dacca, où elle obtient un Master of Fine Arts en 1987.
Dans les années 1980, son travail est décrit comme « fortement distinctif » et est à l'origine monochrome avant d'inclure l'application plate de couleurs primaires vives. Ses méthodes de peinture à l'huile contrastent avec les méthodes habituelles, utilisant plutôt de petits coups de pinceau tout en gardant le reste de la toile en grande partie incolore.
En 1990, elle reçoit le prix Young Artists de la Bangladesh Shilpakala Academy (en),.

### Carrière
Basée dans la ville portuaire de Chittagong, Niloofar Chaman fait partie des femmes artistes — avec Atia Islam Anne, Kanak Chanpa Chakma, Nazlee Laila Mansur, Dilara Begum Jolly, Murshida Arzu Alpana et Fareha Zeba — qui ont marqué les années 1980 et 1990 en abordant les problèmes sociaux, culturels et environnementaux, en particulier le harcèlement et la discrimination des femmes, la déforestation, l'érosion des rivières, le communautarisme religieux, etc.,,.
Le style artistique de Niloofar Chaman se caractérise par des formes audacieuses et des couleurs vives, inspirées du modelage de l'art populaire du Bengale. Son travail s'inscrit dans la tradition artistique de Chittagong qui utilise des méthodes expérimentales et cherche à contenir un sens fort de la narration. Son travail cherche à mettre en évidence les absurdités et les inégalités causées par une richesse concentrée dans un petit pourcentage de la société.
Parmi ses œuvres connues figure Which Can Be Knotted, qui a été présentée au musée des arts asiatiques de Fukuoka en 2002, représentant à la fois le désir de former des liens forts entre les gens, ainsi que l'étouffement créé par des relations fortes. Elle a également expérimenté des installations) à techniques mixtes, par exemple lors de la Biennale asiatique de 2010 où elle a créé une installation centrée sur le son des oiseaux. En 2016, ses performances ont été sélectionnées parmi un groupe de 20 artistes pour être incluses dans la Performance Art Week 2016, organisée par le programme d'arts visuels de la Bengal Foundation (en). En 2019, son travail est sélectionné pour la 23e exposition nationale d'art qui s'est tenue à la Galerie nationale d'art de la Bangladesh Shilpakala Academy.
Niloofar Chaman est aussi professeure d'art au Dhaka Art Center.

## Expositions notables
Niloofar Chaman participe à plusieurs expositions collectives, comme le Dhaka Art Summit, la 11e et la 12e Biennale d'art asiatique du Bangladesh et lors de plusieurs Asian Art Show tours de Fukuoka et Tokyo, et de nombreuses autres.
Elle prend part à plusieurs expositions sur des artistes femmes d'Asie, comme Women Artists in the Muslim World — A Fresh Perspective from Pakistan (1994), The Other Voice (2006) et le Women In between: Asian Women Artists 1984-2012 (2012 et 2013),.
Elle est aussi présentée dans des expositions organisées par des musées au Japon, en particulier le musée des arts asiatiques de Fukuoka, et le musée préfectoral des Beaux-arts de Tochigi.

## Publication
- (en)(ja) Contemporary Asian Artist IV: Niloofar Chaman - Tales from the Creatures of a Young Girl's World, musée des arts asiatiques de Fukuoka, 2007 (monographie, présentation en ligne)

## Conservation de ses œuvres
- Japon
  - musée des arts asiatiques de Fukuoka[16]